# Ziza Padilha
Ziza Padilha (Belém, 19 de março de 1975) é um violonista, compositor, produtor musical e arranjador brasileiro.
Estudou arranjo e harmonia na Escola de Música da Universidade Federal do Pará, e violão clássico com o professor Antonio Carlos Braga, no Conservatório Carlos Gomes. Cursou arranjo com o maestro Laércio de Freitas, harmonia e improvisação com a pianista Delia Fischer e João Marcos Mascarenhas e improvisação e violão com o violonista Nelson Faria.
Dirige o Zarabatana Studio, onde grava e produz discos, jingles políticos e publicitários. Atua como instrutor de oficinas de violão popular na Escola de Música da UFPa. É copista, técnico de gravação, mixagem e masterização, especialista em software e hardware de áudio.
É Ziza quem assina as composições e arranjos do repertório do grupo instrumental Zarabatana Jazz, do qual é diretor musical.
Atuou como professor de violão no projeto Tim Musical e é músico da banda do mesmo projeto. Ministra oficinas e cursos de arranjo, sequenciamento e elaboração de partituras.
Está em fase de conclusão do seu primeiro livro didático-musical Violão Popular Levado à Sério, com ritmos amazônicos executados ao violão e composições próprias.
Foi premiado por participações em diversos festivais de música pelo Brasil, como compositor e arranjador.
Participou como violonista do disco do poeta João de Jesus Paes Loureiro, da Coletânea da Quinta Cultural do Basa, do Cd e DVD de Billy Blanco e de diversos discos de festivais.
Produziu, dirigiu e arranjou o DVD e os discos de Dayse Addario (Monólogo Urbano, Jazz e Blues no Palácio Azul, Meu Presente de Natal, Merry Christimas Baby e Por Dentro da Noite Prata); Tadeu Pantoja (Verbo Guardado); Sérgio Souto, do estado do Acre (Cumplicidade); Mário Mouzinho (Calmaria), Jeanne Darwich (Encanto Amazônico), Celio Cruz de Manaus, Enrico de Micelli, de Macapá, Camilo Delduque (Palavras), Renato Gusmão (Dos Zens) e grupo instrumental Zarabatana Jazz.
Suas composições violonísticas fazem parte do material curricular do curso de violão da Universidade de Música da Bahia.